# Exodictyon dentatum
Exodictyon dentatum är en bladmossart som beskrevs av Jules Cardot 1899. Exodictyon dentatum ingår i släktet Exodictyon och familjen Calymperaceae. Inga underarter finns listade i Catalogue of Life.